# 引鱷屬
引鱷屬（屬名：Erythrosuchus）是已滅絕主龍形類爬行動物的一屬，生存於三疊紀早到中期的南非。
引鱷的身長約5公尺，高度為2.1公尺，是三疊紀早中期的最大型掠食動物。引鱷以四肢行走，四肢以半直立方式位於身體之下。牠們有大型、類似恐龍的頭部，頭部長達1公尺，具有多顆銳利、圓錐狀牙齒。在晚三疊紀，引鱷的生態位被蜥鱷、波斯特鱷所取代。